# Rainer Trost
Rainer Trost (ur. w 1966 w Stuttgarcie) – niemiecki śpiewak operowy, tenor.
1987–1991 – studia muzyczne w Akademii Muzycznej w Monachium, w klasie śpiewu Adalberta Krausa
1991–1995 – związał się z Staatsoper Hannover
1992:
debiut w roli Ferrando w Così fan tutte Mozarta w operach w Paryżu, Hamburgu i Amsterdamie
trzymiesięczne Europejskie tournée z Monteverdi Choir & Orchestra z Così fan tutte. Ostatnie przedstawienie wydano na CD.
1993:
debiut w roli Don Ottavia (Don Giovanni, Mozart)
debiut w roli Tamina z Czarodziejskiego fletu Mozarta
1994–1995 – debiut w repertuarze oratoryjno-kantatowym: Stworzenie świata Haydna
Po serii przedstawień z 1992 był zapraszany do występów w najsłynniejszych teatrach operowych Europy i świata. Występował w takich operach jak Metropolitan Opera (Nowy Jork), Opéra National (Paryż), Wiener Staatsoper (Wiedeń). Jest uznawany za jednego z najlepszych odtwórców tenorowych ról Mozarta swojego pokolenia.

## Nagrania
- opery: Così fan tutte, Wesoła wdówka, Fidelio, La clemenza di Tito
- oratoria: Missa Solemnis